# فرانسوا غرافل (لاعب هوكي الجليد)
فرانسوا غرافل (بالفرنسية: François Gravel)‏ هو لاعب هوكي الجليد فرنسي، ولد في 21 أكتوبر 1968 في شيربروك في كندا.

## وصلات خارجية
- فرانسوا غرافل على موقع دوري الهوكي الوطني (الإنجليزية)
- فرانسوا غرافل على موقع EliteProspects.com (الإنجليزية)
- فرانسوا غرافل على موقع Eurohockey.com (الإنجليزية)
- فرانسوا غرافل على موقع HockeyDB.com (الإنجليزية)
- فرانسوا غرافل على موقع أوليمبيديا (الإنجليزية)